# Powiat dąbrowski
Powiat dąbrowski – powiat w Polsce (województwo małopolskie), utworzony w 1999 roku w ramach reformy administracyjnej. Jego siedzibą jest miasto Dąbrowa Tarnowska.
W skład powiatu wchodzą:
- gminy miejsko-wiejskie: Dąbrowa Tarnowska, Szczucin
- gminy wiejskie: Bolesław, Gręboszów, Mędrzechów, Olesno, Radgoszcz
- miasta: Dąbrowa Tarnowska, Szczucin
- Według danych z 31 grudnia 2019 roku[2] powiat zamieszkiwały 59 174 osoby. Natomiast według danych z 30 czerwca 2020 roku powiat zamieszkiwało 59 147 osób[3].

## Transport
Sieć komunikacji drogowej w powiecie dąbrowskim tworzą: droga krajowa nr 73, cztery drogi wojewódzkie oraz sieć dróg lokalnych. Najważniejszą drogą w powiecie jest droga krajowa nr 73 Wiśniówka – Jasło przebiegająca z północy na południe przez główne miasto powiatu Dąbrowę Tarnowską. Przez zachodnią część powiatu przebiega odcinek drogi wojewódzkiej nr 973 Tarnów – Busko-Zdrój. Przez północno-wschodnią część powiatu przebiega droga wojewódzka nr 982 Szczucin – Jaślany Przez południowy kraniec powiatu przebiega krótki odcinek drogi wojewódzkiej nr 984 Lisia Góra – Radomyśl Wielki – Mielec. W Dąbrowie Tarnowskiej zaczyna się droga wojewódzka nr 975 Dąbrowa Tarnowska – Dąbrowa (powiat nowosądecki). Pozostałą część sieci drogowej powiatu tworzą liczne drogi lokalne.

Przez powiat dąbrowski przebiega linia kolejowa Tarnów – Szczucin (tzw. szczucinka) zbudowana w 1906. Przewozy pasażerskie na linii Tarnów – Szczucin zostały zawieszone w 2000. Ruch towarowy zakończył się w 2005. W 2020 roku modernizacja linii Tarnów – Szczucin została wpisana do programu zamierzeń inwestycyjnych PKP na lata 2021–2030 z perspektywą do 2040 roku.

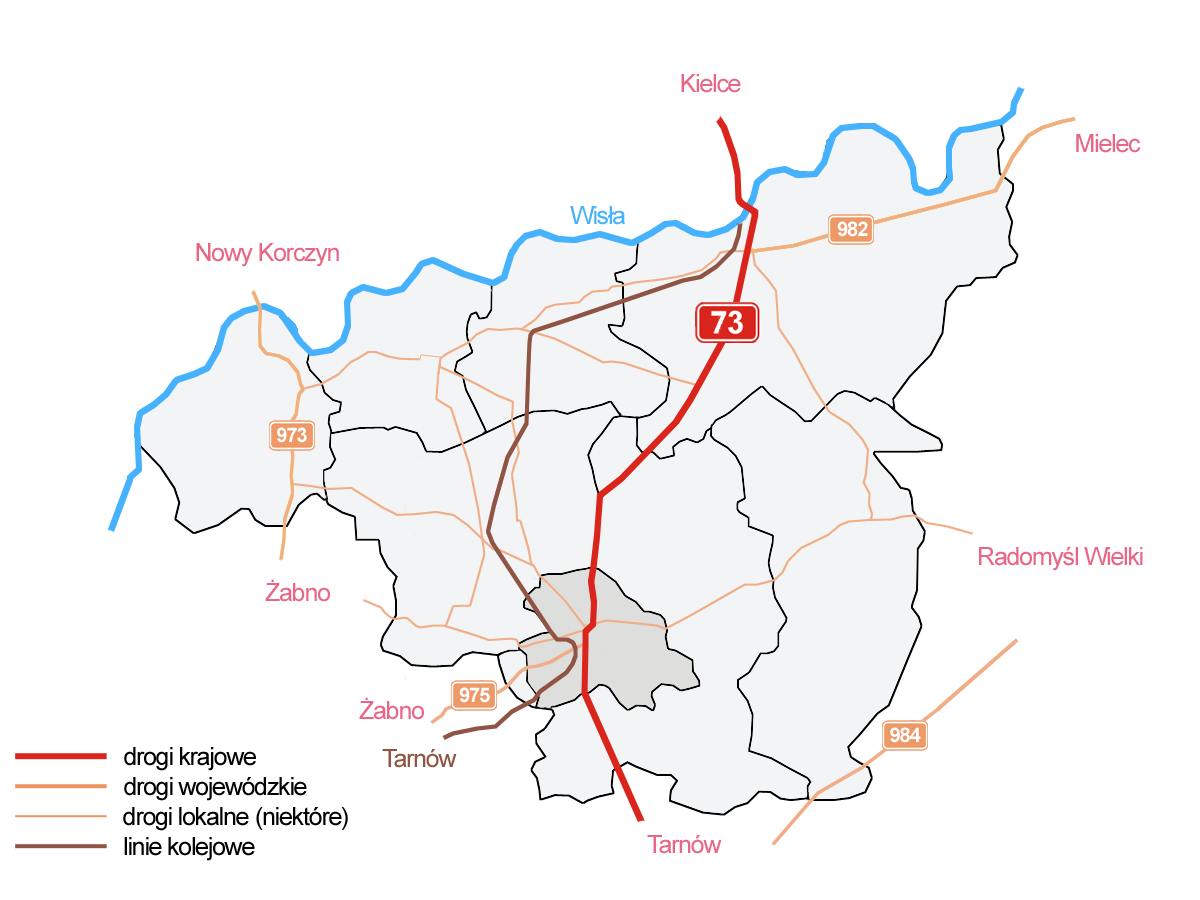
Komunikacja w powiecie dąbrowskim

## Współpraca międzynarodowa
- Pestszentlőrinc-Pestszentimre (Budapeszt)
- Valdahon
- Aniene

## Władze powiatu

Podział mandatów w Radzie powiatu dąbrowskiego: Prawo i Sprawiedliwość – 9 mandatów; Niezależni Ziemi Dąbrowskiej – 3 mandaty; Wspólnota Samorządu Powiśla Dąbrowskiego – 3 mandaty; Trzecia Droga – 2 mandaty;

### Starostowie
- Włodzimierz Hendrich (–1923)[6]
- Ludwik Freindl (1923–)
- Romuald Klimów[7]
- Krzysztof Kaczmarski (2002–2006)[8]
- Wiesław Krajewski (2006–2010)[9]
- Tadeusz Kwiatkowski (2010–2018)[10][11]
- Lesław Wieczorek (od 2018)[12][13]

### Wicestarostowie
- Kazimierz Tęczar (2002–2006)[14]
- Krzysztof Kaczmarski (2006–2007)[15]
- Tadeusz Kwiatkowski (2007–2010)[16]
- Robert Pantera (2010–2014)[10]
- Marek Kopia (2014–2018)[11]
- Krzysztof Bryk (od 2018)[12][13]

### Przewodniczący Rady Powiatu
- Andrzej Kita (2002–2006)[17]
- Robert Kądzielawa (2006–2010)[18]
- Barbara Pobiegło (2010–2018)[19][20]
- Marta Chrabąszcz (od 2018)[21][22]

## Religia
- Kościół rzymskokatolicki: (Dekanat Dąbrowa Tarnowska – 11 parafii; Dekanat Szczucin – 10 parafii; Dekanat Żabno (część) – 3 parafie; Dekanat Tarnów Północ (część) – 1 parafia);
- Świadkowie Jehowy: 1 zbór[23].

## Sąsiednie powiaty
- powiat tarnowski
- powiat kazimierski (świętokrzyskie)
- powiat buski (świętokrzyskie)
- powiat staszowski (świętokrzyskie)
- powiat mielecki (podkarpackie)
- powiat dębicki (podkarpackie)

## Demografia

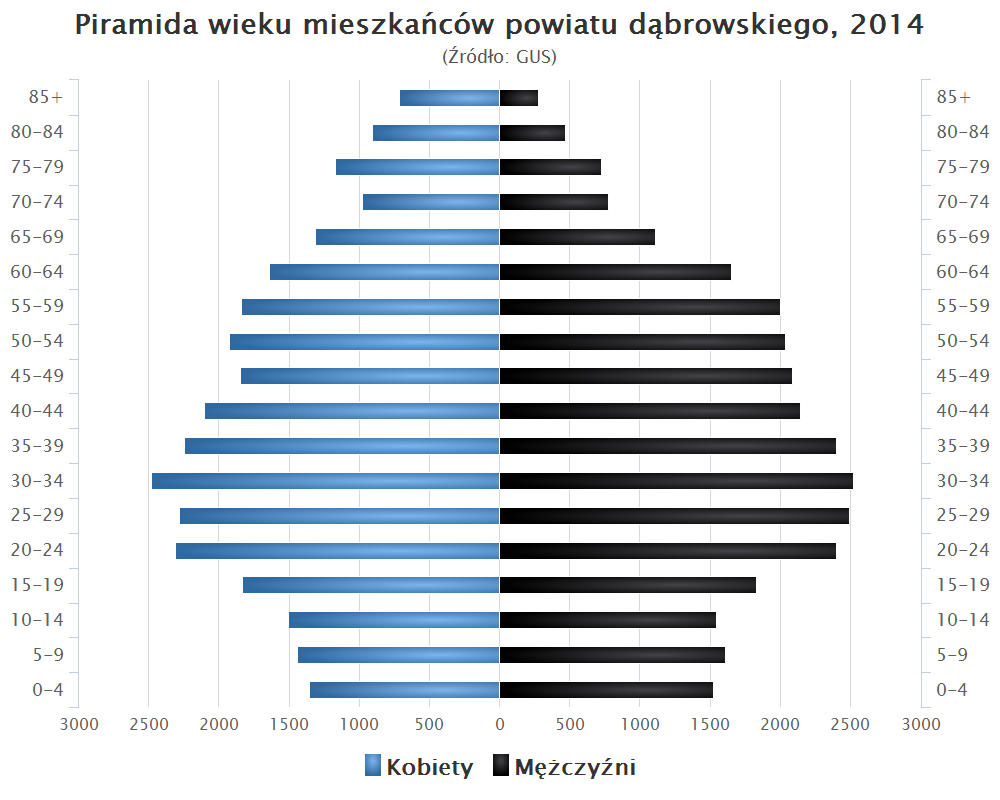
Piramida wieku mieszkańców powiatu dąbrowskiego w 2014 roku

Liczba ludności (dane z 30 czerwca 2008):
|        | Ogółem | Ogółem | Kobiety | Kobiety | Mężczyźni | Mężczyźni |
| osób   | %      | osób   | %       | osób    | %         |           |
| ------ | ------ | ------ | ------- | ------- | --------- | --------- |
| Ogółem | 58 562 | 100    | 29 494  | 50,36   | 29 068    | 49,64     |
| Miasto | 11 372 | 19,42  | 5864    | 10,01   | 5508      | 9,41      |
| Wieś   | 47 190 | 80,58  | 23 630  | 40,35   | 23 560    | 40,23     |

▶Wieś vs ▶miasto
Ogółem (▶k, ▶m)
Miasto (▶k, ▶m)
Wieś (▶k, ▶m)